# Aptera 2 Series
Aptera Typ-1 – solarno-elektryczny i hybrydowy trójkołowy samochód osobowy klasy miejskiej produkowany pod amerykańską marką Aptera w latach 2007–2008 i jako Aptera 2 Series w latach 2008–2009.

## Historia i opis modelu

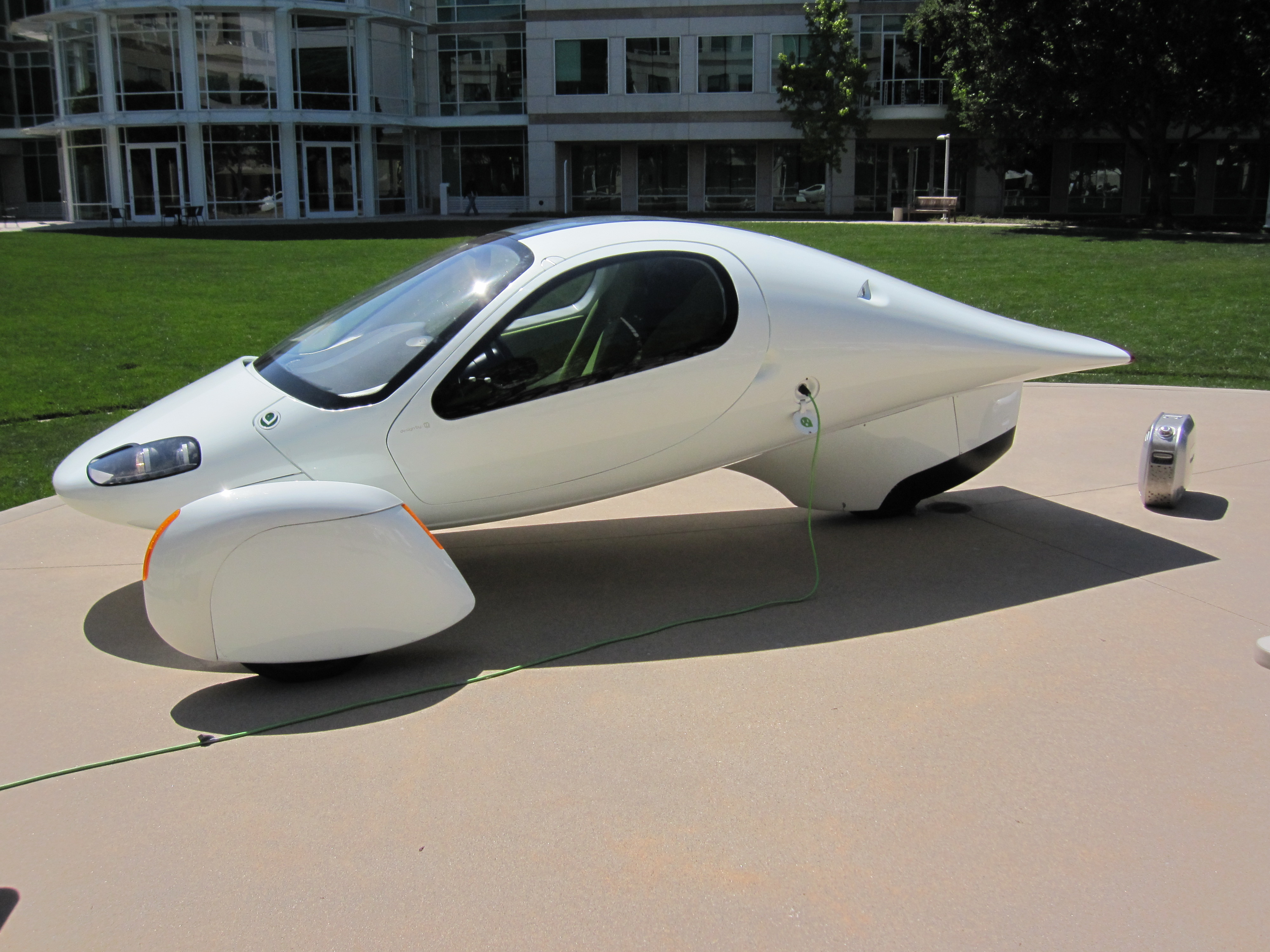
Aptera 2 Series – sylwetka

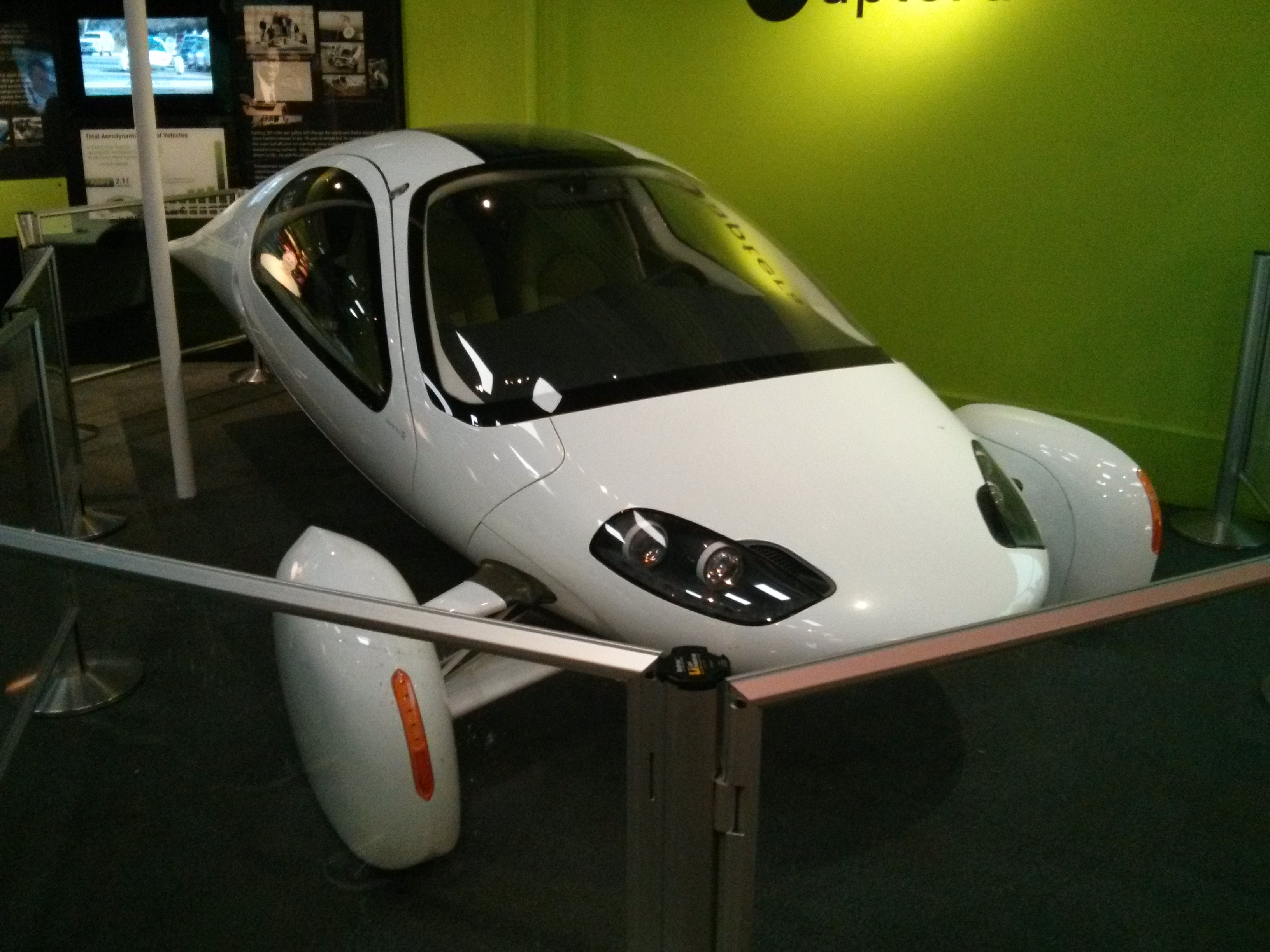
Aptera 2 Series w muzeum

Po tym jak podczas konferencji TED w marcu 2007 roku amerykański startup Aptera Motors przedstawił wstępny projekt swojego trójkołowego pojazdu, w grudniu tego samego roku ostatecznie zadebiutował finalny model, Aptera Typ-1.
Pojazd przyjął postać futurystycznie stylizowanego trójkołowca z jedną parą kół z przodu oraz pojedynczo umieszczonym kołem w zawężonej, tylnej części nadwozia. Panele nadwozia umieszczone zostały pod dużym kątem, optymalizując ich ukształtowanie właściwościami aerodynamicznymi. Za stylistykę samochodu odpowiadał Jason Hill, który w przeszłości był zaangażowany w modele m.in. Smarta czy Porsche. Poza nietypowymi proporcjami, Aptera Typ-1 wyróżniła się także odchylanymi do góry drzwiami, a także przednimi kołami zabudowanymi niezależnymi względem nadwozia osłonami.

### Zmiana nazwy
Pod koniec 2008 roku Aptera Motors zdecydowała się wprowadzić w swoim pojeździe modyfikacje techniczne, a także subtelne poprawki wizualne. Przy jej okazji zdecydowano się dokonać zmiany nazwy, uzależniając ją od wariantu napędowego - w przypadku elektrycznego pojazd nazwano Aptera 2e, a hybrydowego - Aptera 2h.

### Sprzedaż
Dostawy Aptery 2 Series pierwotnie wyznaczone zostały na początek 2009 roku, zbierając na samochód ponad 3 tysiące zamówień od zainteresowanych. Produkcja pierwotnie miała odbywać się w kalifornijskim mieście Vista, a finansowanie na wdrożenie pojazdu na rynek miało zapewnić zabezpieczenie 24 milionów dolarów od inwestorów. Jednakże, z powodu konfliktów personalnych na szczeblu menedżerskim i braku pozyskania kolejnych niezbędnych środków na dalsze funkcjonowanie firmy, jej niewypłacalność uniemożliwiła dostarczenie jakiegokolwiek egzemplarza Aptery 2 Series do klientów.

### Dane techniczne
Aptera opracowała dwa warianty napędowe swojego modelu - solarno-elektryczny i solarno-hybrydowy. Pierwszy napędzał 64 (Typ-1) i potem 110-konny (2e) silnik elektryczny, a także akumulator litowo-żelazowo-fosforanowy o pojemności odpowiednio 13 i później 20 kWh. W czasie gdy pierwszy model rozwijał zasięg na jednym ładowaniu wynoszący 160 kilometrów, tak 2e mógł przejechać maksymalnie 320 kilometrów. Wariant hybrydowy wzbogacił 16-konny spalinowy generator, który miał pozwolić na wydłużenie zasięgu do ok. 482 kilometrów.